# G6 (Unión Europea)
| País        | Población  | Votos | Votos | Notas           |
| ----------- | ---------- | ----- | ----- | --------------- |
| Alemania    | 82.314.906 | 29    | 8.4%  |                 |
| Francia     | 63.392.140 | 29    | 8.4%  |                 |
| Reino Unido | 60.587.300 | 0     | 0%    | Salió en 2020   |
| Italia      | 59.131.287 | 29    | 8.4%  |                 |
| España      | 47.190.493 | 27    | 7.8%  | Ingresó en 2003 |
| Polonia     | 38.110.000 | 27    | 7.8%  | Ingresó en 2006 |

Miembros del G-6.

El G-6 fue el conjunto de los Estados miembros con mayor población dentro de la Unión Europea y, por tanto, con más votos potenciales en el Consejo de la UE, debido a la correlación población-voto dentro de dicha organización. Estos países de mayor poder económico y político eran: Alemania, Francia, Reino Unido, Italia, España y Polonia. 
Bajo el tercer pilar de la UE, la cooperación policial y judicial en materia penal, regulada por el Título VI del Tratado de la Unión Europea (TUE), las decisiones se toman con tiento entre los gobiernos. La Comisión Europea puede hacer de balanza entre los Estados. En ausencia de cuerpos supranacionales esta mayoría de Estados posee una gran influencia en esta área, pero no sobre el resto de la Comunidad Económica Europea.

## Historia
El grupo nació en 2003 como G-5 (Alemania, España, Francia, Italia y Reino Unido) para tratar temas relacionados con la inmigración, el terrorismo y el uso de la ley. En 2006, Polonia entró a las discusiones, formando el G-6.
Nicolas Sarkozy hizo un llamamiento al G-6 para liderar la Unión tras la disolución de la cooperación franco-alemana, después de la expansión de la Unión Europea en 2004.
El grado de transparencia y contabilidad del G-6 fue criticado en un artículo de la británica Cámara de los Lores.
A partir de 2020, tras la salida del Reino Unido de la UE, el G-6 vuelve a denominarse G-5. Sus miembros son: Alemania, Francia, Italia, España y Polonia.

## Representantes de cada miembro
| País        | Líder                                              | Ministro de Interior     | Ministro de Finanzas | Ministro de Defensa       | Gobernador del Banco Central |
| ----------- | -------------------------------------------------- | ------------------------ | -------------------- | ------------------------- | ---------------------------- |
| Alemania    | Canciller Friedrich Merz                           | Alexander Dobrindt       | Lars Klingbeil       | Boris Pistorius           | Joachim Nagel                |
| España      | Presidente del Gobierno Pedro Sánchez              | Fernando Grande-Marlaska | María Jesús Montero  | Margarita Robles          | José Luis Escrivá            |
| España      | Presidente del Gobierno Pedro Sánchez              | Fernando Grande-Marlaska | Carlos Cuerpo        | Margarita Robles          | José Luis Escrivá            |
| Francia     | Presidente Emmanuel Macron                         | Gérald Darmanin          | Bruno Le Maire       | Sébastien Lecornu         | François Villeroy de Galhau  |
| Italia      | Presidenta del Consejo de Ministros Giorgia Meloni | Matteo Piantedosi        | Giancarlo Giorgetti  | Guido Crosetto            | Ignazio Visco                |
| Polonia     | Primer ministro Donald Tusk                        | Marcin Kierwiński        | Andrzej Domański     | Władysław Kosiniak-Kamysz | Adam Glapiński               |
| Reino Unido | Primer ministro Keir Starmer                       | Yvette Cooper            | Rachel Reeves        | John Healey               | Andrew Bailey                |